# 富里ダム
富里ダム（とみさとダム）は、北海道北見市字富里、一級河川・常呂川水系仁頃川に建設されたダムである。

## 概要
国土交通省北海道開発局が国営畑地帯総合土地改良パイロット事業北見地区の事業の1つとして建設し、北見市が管理する灌漑用のダムである。

## 富里湖
ダムによって出現した人造湖は富里湖として2005年（平成17年）財団法人ダム水源地環境整備センターの選定でダム湖百選に選ばれている。

## 農業用ダム・網走建設局一覧
| ダム名     | 所在地 | 水系名   | 完成年             | 堤高/m | 堤頂長/m | 堤体積/k㎥ | 総貯水量/k㎥ | 流域面積/km² | 湛水面積/ha |
| ---------- | ------ | -------- | ------------------ | ------ | -------- | ---------- | ------------ | ------------ | ----------- |
| 富里ダム   | 北見市 | 常呂川   | 1987年（昭和62年） | 44.3   | 280      | 444        | 2,800        | 8.7          | 21          |
| 古梅ダム   | 美幌町 | 網走川   | 1996年（平成8年）  | 48     | 215      | 654        | 3,500        | 15           | 29          |
| 卯原内ダム | 網走市 | 卯原内川 | 2000年（平成12年） | 40.5   | 355      | 620        | 4,300        | 14           | 34          |
| 緑ダム     | 清里町 | 斜里川   | 2003年（平成15年） | 73     | 345      | 1,998      | 7,100        | 20.3         | 53          |
| 雄武ダム   | 雄武町 | 雄武川   | 2009年（平成21年） | 53.6   | 234      | 883        | 3,300        | 19.6         | 22          |